# Batalla de Monte de Torrero
La batalla de Saragossa  o  batalla de la muntanya Torrero  es va lluitar el 20 d'agost de 1710 en el marc de la Guerra de Successió Espanyola.

## Antecedents
Les tropes lleials a Felip V que havien estat derrotades a Almenara el 27 de juliol de 1710 van abandonar tot seguit Catalunya i la capital d'Aragó. El seu comandant, el marquès de Bay, va fer acampar els seus 20.000 homes entre el riu Ebre i la muntanya Torrero. El seu contrincant, l'exèrcit aliat, comptava amb uns 23.000 homes, al comandament del príncep austríac Starhemberg.
El 15 d'agost, les forces lleials a Felip V van rebutjar un atac de la cavalleria enemiga, al qual van seguir nombroses escaramusses durant cinc dies consecutius. L'exèrcit aliat al seu torn va travessar sense problemes l'Ebre el 19 d'agost i va desplegar-se en ordre de batalla durant la nit.

## Batalla
L'ala esquerra dels aliats estava formada per regiments aragoneso-valencià-catalans i neerlandesos al comandament del Comte de Atalaya, mentre que l'ala dreta estava constituïda per un cos expedicionari anglo-austríac a les ordres de James Stanhope. El centre de l'exèrcit el componien tropes alemanyes manades pel mateix Guido von Starhemberg.
El 20 d'agost de 1710 a les 8 del matí va començar un duel d'artilleria que va durar fins al migdia. Els combats de la tarda van ser una rèplica dels de la batalla d'Almenara: la cavalleria castellana va atacar amb bravura i estava a punt d'obrir una bretxa quan les tropes anglo-austríaques van contraatacar i posar en desbandada l'enemic, li va causar 3.000 morts i més de 4.000 presoners. Amb l'ajuda d'un moliner del lloc, Felip V va aconseguir escapar de la captura disfressat de soldat ras.

## Conseqüències
El 21 d'agost de 1710, l'arxiduc entrava en Saragossa i reconqueria el regne d'Aragó. L'exèrcit reial castellà estava aniquilat i el camí cap a Madrid obert per al pretendent dels Habsburg. Felip V va abandonar Madrid el 9 de setembre i va refugiar-se a Valladolid.
L'entrada a Madrid de l'Arxiduc Carles el 28 de setembre no va tenir res de triomfal per l'hostilitat de la població. Llavors va ser quan va fer el seu famós comentari: «Aquesta ciutat és un desert». Durant l'hivern següent va veure's obligat a sortir finalment de Madrid per enfrontar-se a la contraofensiva francesa, la qual li va reportar la primera derrota a Brihuega, i després vençut definitivament a la Batalla de Villaviciosa.